# Liriomyza oleariana
Liriomyza oleariana är en tvåvingeart som beskrevs av Spencer 1977. Liriomyza oleariana ingår i släktet Liriomyza och familjen minerarflugor. Inga underarter finns listade i Catalogue of Life.